# Mitropacup 1985
De Mitropacup 1985 was de 44e editie van deze internationale beker en voorloper van de huidige Europacups.
De opzet van de Mitropacup het seizoen 1984-85 was gelijk aan de voorgaande toernooien. Deelname van de kampioenen van de Tweede Divisies van Italië, Hongarije, Joegoslavië en Tsjechoslowakije.
De vier clubs speelden tussen 24 oktober en 27 april een volledige competitie en de nummer één was meteen de winnaar van de Mitropacup 1985. NK Iskra Bugojno zegevierde dit jaar.
 Wedstrijden 
| Club             | Land                 | Uitslagen | Land               | Club             |
| ---------------- | -------------------- | --------- | ------------------ | ---------------- |
| NK Iskra Bugojno | Vlag van Joegoslavië | 2-0 , 0-1 | Vlag van Italië    | Atalanta Bergamo |
| NK Iskra Bugojno | Vlag van Joegoslavië | 1-0 , 1-1 | Vlag van Tsjechië  | Baník Ostrava    |
| NK Iskra Bugojno | Vlag van Joegoslavië | 1-1 , 4-0 | Vlag van Hongarije | Békéscsabai ESSC |
| Atalanta Bergamo | Vlag van Italië      | 0-0 , 0-0 | Vlag van Tsjechië  | Baník Ostrava    |
| Atalanta Bergamo | Vlag van Italië      | 2-1 , 2-2 | Vlag van Hongarije | Békéscsabai ESSC |
| Baník Ostrava    | Vlag van Tsjechië    | 1-0 , 0-1 | Vlag van Hongarije | Békéscsabai ESSC |

 Klassement 
| Plaats | Club             | W : w - g - v | Punten | Doelsaldo |
| ------ | ---------------- | ------------- | ------ | --------- |
| 1      | NK Iskra Bugojno | 6 : 3 - 2 - 1 | 8      | 9 - 3     |
| 2      | Atalanta Bergamo | 6 : 2 - 3 - 1 | 7      | 5 - 5     |
| 3      | Baník Ostrava    | 6 : 1 - 3 - 2 | 5      | 2 - 3     |
| 4      | Békéscsabai ESSC | 6 : 1 - 2 - 3 | 4      | 5 - 10    |

1927 · 1928 · 1929 · 1930 · 1931 · 1932 · 1933 · 1934 · 1935 · 1936 · 1937 · 1938 · 1939 · 1940 · 1951 · 1955 · 1956 · 1957 · 1958 · 1959 · 1960 · 1961 · 1962 · 1963 · 1964 · 1965 · 1966 · 1967 · 1968 · 1969 · 1970 · 1971 · 1972 · 1973 · 1974 · 1975 · 1976 · 1977 · 1978 · 1980 · 1981 · 1982 · 1983 · 1984 · 1985 · 1986 · 1987 · 1988 · 1989 · 1990 · 1991 · 1992